# Заслужений артист Республіки Білорусь
«Заслужений артист Республіки Білорусь» (Заслужаны артыст Рэспублікі Беларусь) — державна нагорода Білорусі — почесне звання, що присвоюється високопрофесійним артистам, режисерам, балетмейстерам, диригентам, хормайстрам, музичним виконавцям, що працюють у сфері мистецтва десять і більше років, а артистам балету з урахуванням специфіки їх жанру — п'ять і більше років, — і створили високохудожні образи, спектаклі, кінофільми, телеспектаклі, телефільми, концертні, естрадні, циркові програми, музичні, телевізійні і радіо твори, та які отримали громадське визнання.